# 威斯珀路 (佛羅里達州)
威斯珀路（英語：Whisper Road）是位於美國佛羅里達州棕櫚灘縣的一個人口普查指定地區。

## 地理
威斯珀路的座標為26°09′23″N 80°10′57″W / 26.15639°N 80.18250°W，而該地最高點為海拔高度5米（即16英尺）。

## 人口
根據2010年美國人口普查的數據，威斯珀路的面積為2.60平方千米，當中陸地面積為2.60平方千米，而水域面積為0.00平方千米。當地共有人口5135人，而人口密度為每平方千米1,975人。